# Adriano Vignoli
Adriano Vignoli (11 december 1907 - 16 juni 1996) was een Italiaans wielrenner.

## Levensloop en carrière
Vignoli was professioneel wielrenner van 1934 tot 1940. In 1934 won hij een rit in zowel de Ronde van Italië als in de Ronde van Frankrijk. 

## Resultaten in voornaamste wedstrijden
| Jaar | Ronde van Italië | Ronde van Frankrijk | Ronde van Spanje |
| ---- | ---------------- | ------------------- | ---------------- |
| 1934 | 8e (1)           | 25e (1)             |                  |
| 1935 |                  | opgave              |                  |
| 1936 |                  |                     |                  |
| 1937 | 10e              |                     |                  |
| 1938 |                  |                     |                  |
| 1939 | 28e              |                     |                  |
| 1940 | 14e              |                     |                  |

| Jaar | Milaan-San Remo | Ronde van Lombardije |
| ---- | --------------- | -------------------- |
| 1934 |                 |                      |
| 1935 |                 | 19e                  |
| 1936 | 5e              |                      |
| 1937 |                 | 8e                   |
| 1938 | 9e              |                      |
| 1939 | 9e              | 11e                  |
| 1940 |                 |                      |